# Demi Live! Warm Up Tour

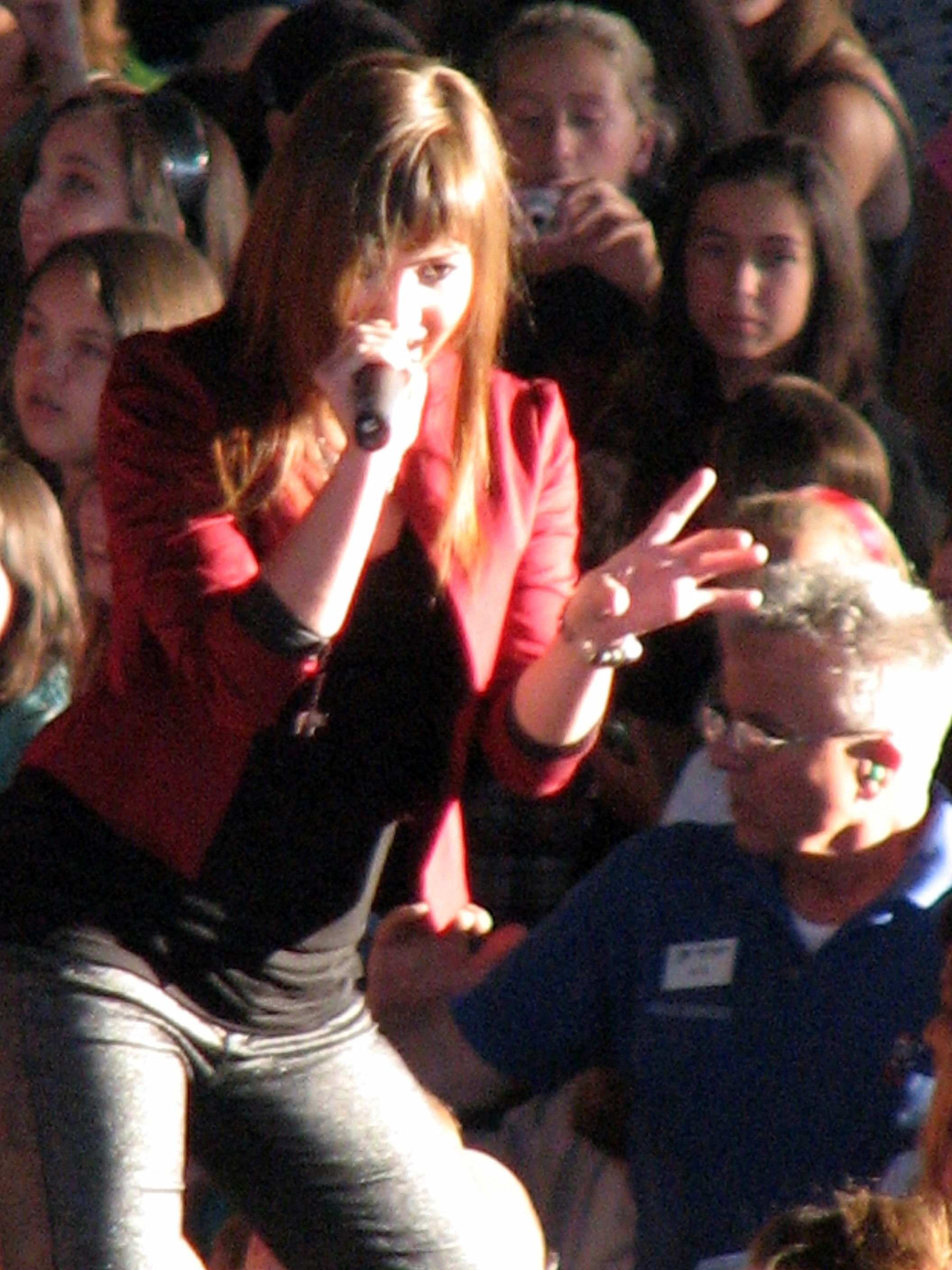
Damit Lovato (2008)

Die Demi Live! Warm Up Tour war die erste Tour der US-amerikanischen Sängerin Demi Lovato, bei der sie als Headliner in Erscheinung trat. Sie fand statt, bevor Lovato sich der Burnin’ Up Tour der Jonas Brothers anschloss.

## Organisation und Hintergrund
Die Konzerte der Demi Live! Warm Up Tour fanden in der zweiten Hälfte des Jahres 2008 statt. Grund der Tour war die Promotion von Lovatos Debütalbum Don’t Forget. Die Tournee beinhaltete 17 Konzerte, wovon 16 in den Vereinigten Staaten und eines in Puerto Rico stattfanden; Die Shows wurden oftmals in House-of-Blues-Konzerthallen oder auf dem Gelände der Freizeitpark-Kette Six Flags gespielt. Nach der Tour schloss Lovato sich der Burnin' Up Tour der Jonas Brothers an.
Das Konzert im Gramercy Theater in New York City wurde aufgenommen und auf der DVD der Deluxe-Version des Albums Don’t Forget veröffentlicht.

## Setlist
| #   | Titel                          |
| --- | ------------------------------ |
| 1.  | That's How You Know            |
| 2.  | The Middle                     |
| 3.  | Daydream (Avril Lavigne Cover) |
| 4.  | Party                          |
| 5.  | Don’t Forget                   |
| 6.  | This Is Me                     |
| 7.  | Gonna Get Caught               |
| 8.  | Two Worlds Collide             |
| 9.  | La La Land                     |
| 10. | Until You're Mine              |
| 11. | Get Back                       |

## Konzertdaten
| Datum             | Stadt          | Land               | Veranstaltungsort                           |
| ----------------- | -------------- | ------------------ | ------------------------------------------- |
| Nordamerika       |                |                    |                                             |
| 1. Juni 2008      | Hershey        | Vereinigte Staaten | Hershey Park                                |
| 8. Juni 2008      | Atlanta        | Vereinigte Staaten | Six Flags Over Georgia                      |
| 9. Juni 2008      | Orlando        | Vereinigte Staaten | House of Blues                              |
| 13. Juni 2008     | New Orleans    | Vereinigte Staaten | House of Blues                              |
| 15. Juni 2008     | St. Louis      | Vereinigte Staaten | Six Flags St. Louis                         |
| 17. Juni 2008     | Cleveland      | Vereinigte Staaten | House of Blues                              |
| 18. Juni 2008     | Syracuse       | Vereinigte Staaten | Palace Theatre                              |
| 19. Juni 2008     | Upper Marlboro | Vereinigte Staaten | Six Flags America                           |
| 22. Juni 2008     | Gurnee         | Vereinigte Staaten | Six Flags Great America                     |
| 24. Juni 2008     | Farmingdale    | Vereinigte Staaten | The Crazy Donkey                            |
| 26. Juni 2008     | Springfield    | Vereinigte Staaten | Six Flags New England                       |
| 27. Juni 2008     | Jackson        | Vereinigte Staaten | Six Flags Great Adventure                   |
| 28. Juni 2008     | New York City  | Vereinigte Staaten | Blender Theatre at Gramercy                 |
| 29. Juni 2008     | New York City  | Vereinigte Staaten | Blender Theatre at Gramercy                 |
| 31. Juli 2008     | Arlington      | Vereinigte Staaten | Six Flags Over Texas                        |
| 31. August 2008   | Little Rock    | Vereinigte Staaten | Alltel Arena                                |
| Karibik           |                |                    |                                             |
| 21. Dezember 2008 | San Juan       | Puerto Rico        | Coliseo de Puerto Rico, José Miguel Agrelot |